# Euphylidorea persimilis
Euphylidorea persimilis là một loài ruồi trong họ Limoniidae. Chúng phân bố ở miền Tân bắc.